# Massoumbou
Massoumbou est un village du département du Nkam au Cameroun. Situé dans l'arrondissement de Yabassi, il est localisé sur la route qui relie Douala à Bonepoupa II. Il se trouve à 8 km de Bonépoupa. 

## Population et environnement
En 1967, le village de Massoumbou avait 1520 habitants. Le village fait partie du canton des Wouri Bwele. La population de Massoumbou était de 441 habitants dont 258 hommes et 183 femmes, lors du recensement de 2005. 